# لوك سوليفان
لوك سوليفان (بالإنجليزية: Luke Sullivan)‏ هو فنان أسترالي، ولد في 30 مارس 1961.